# Седлище (Камень-Каширский район)
Се́длище (укр. Седлище) — село в Любешовской поселковой общине Камень-Каширского района Волынской области Украины.
До 2020 года входило в Любешовский район.
Код КОАТУУ — 0723186801. Население по переписи 2001 года составляет 1217 человек. Почтовый индекс — 44255. Телефонный код — 3362. Занимает площадь 2,29 км².